# 拉拉馬達區
6°15′09″S 78°34′34″W / 6.2524°S 78.5760°W
拉拉馬達區（西班牙語：Distrito de La Ramada），是秘魯的一個區，位於該國北部卡哈馬卡大區的庫特爾沃省，始建於1961年10月6日，面積30.3平方公里，海拔高度1,100米，2005年人口4,695，人口密度每平方公里160人。